# فارس الخريمي
فارس عبد الله الخريمي، لاعب كرة قدم سعودي، يلعب في نادي وج.
لعب في النادي الأهلي في الفئات السنية ولعب بعدها مع نادي النجمة ونادي النهضة ونادي وج.